# Fuggerowie

herb Fuggerów od Lilii

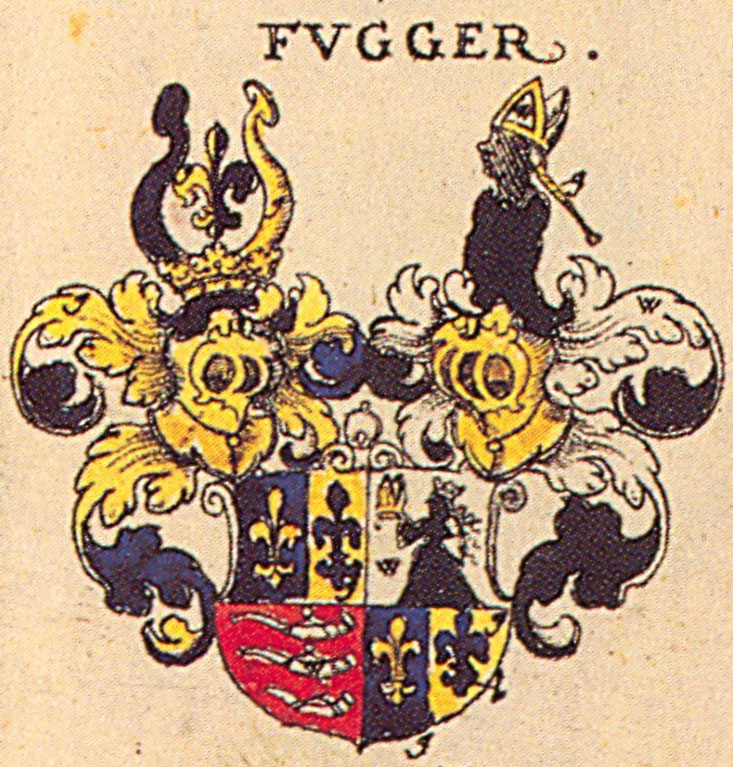
Herb Fuggerów w herbarzu. Johann Siebmacher, 1605

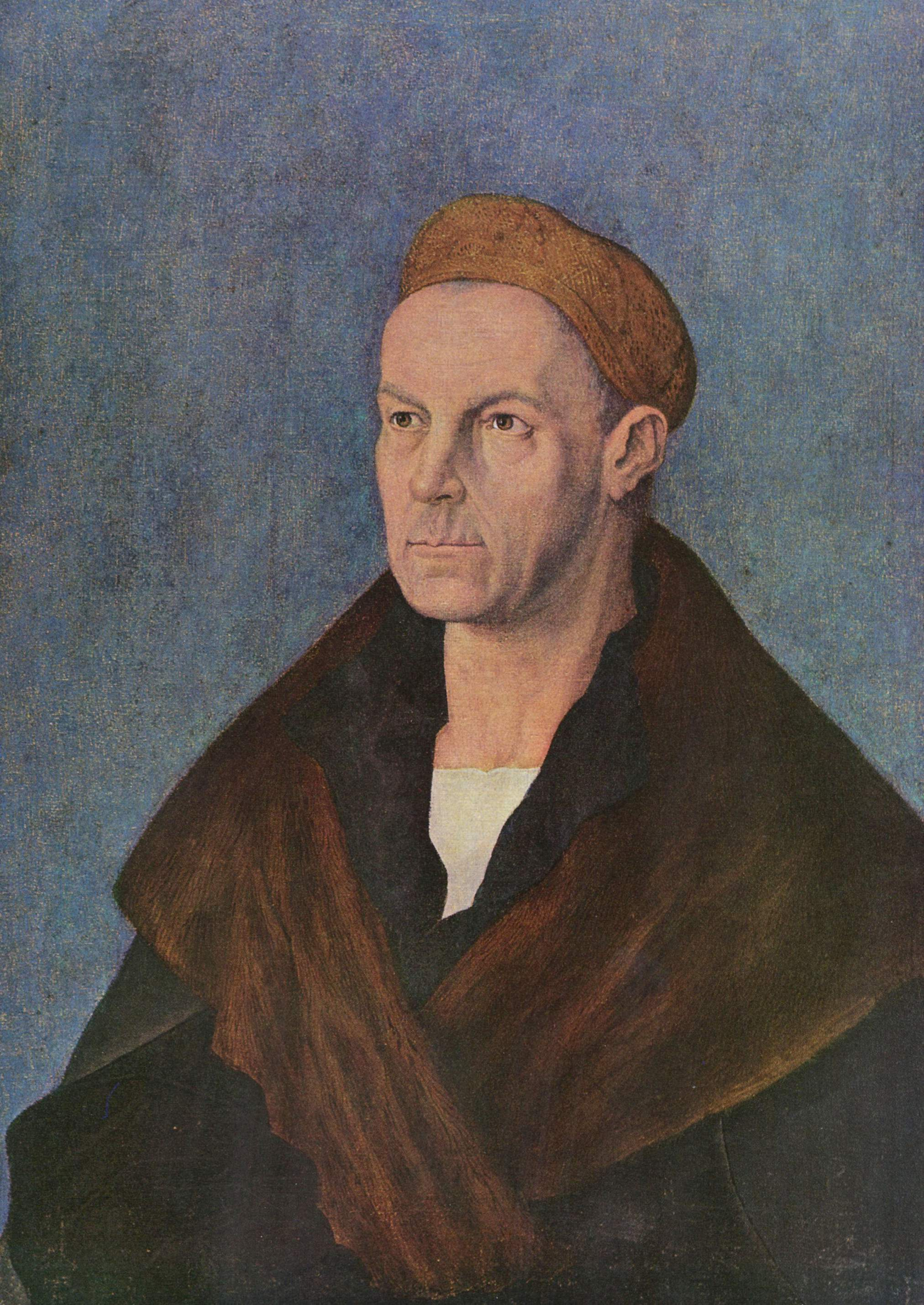
Jakub Fugger Bogaty (1459-1525)
na obrazie Dürera

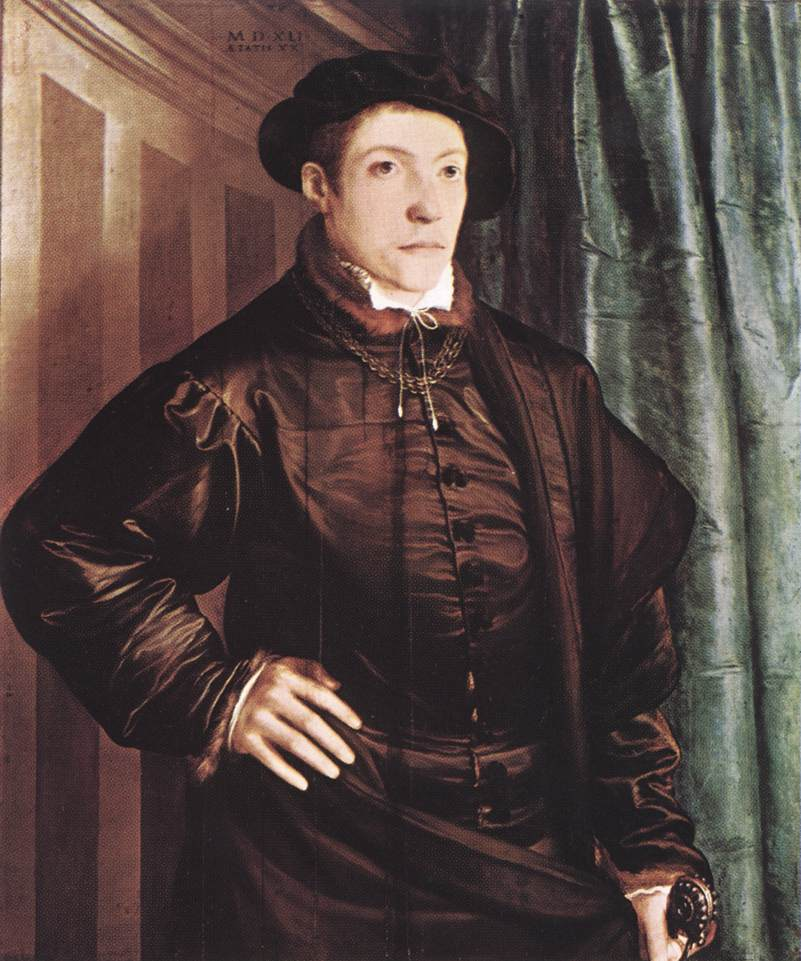
Christoph Fugger
na obrazie Ch. Ambergera, 1541

Fuggerowie – ród niemiecki osiadły od roku 1367 w Augsburgu. Linia Fuggerów od Lilii zyskała we wczesnym okresie nowożytnym ogromne znaczenie w handlu światowym, jej członkowie przeszli do historii jako bankierzy ówczesnych papieży oraz cesarzy. W roku 1514 Fuggerowie uzyskali tytuł hrabiów cesarstwa (Reichsgraf), niektóre powstałe później linie boczne uzyskały zaś tytuł książąt Rzeszy (w 1803) i książąt Bawarii (w 1913).

## Znani Fuggerowie
Pierwsze wzmianki o rodzinie Fuggerów odnoszą się do Hansa Fuggera, który wraz ze swym bratem Ulinem prowadził w Graben, na południe od Augsburga, oprócz gospodarstwa również tkalnię i farbiarnię. Jego przybycie do Augsburga odnotowano w spisach podatkowych w 1367 r. Ożenił się tam z Klarą Widolf i został obywatelem tego wolnego miasta Rzeszy. Po śmierci Klary ożenił się ponownie, z Elżbietą Gfattermann. Był członkiem cechu tkaczy, handlował też różnymi towarami i aż do 1396 wysoko notowano go na liście płatników podatków. W 1409 r. pozostawił swoim spadkobiercom wielką na owe czasy sumę 3 tys. guldenów.
Najstarszym synem Hansa był Andreas, zwany „bogatym Fuggerem”, właściciel ziemski. Jego syn Lucas otrzymał od cesarza Fryderyka III herb, mityczną złotą sarnę na błękitnym tle, i co dało tej gałęzi rodu przydomek vom Reh (z niem. „Fugger od Sarny”). Lucas prowadził jednakowoż swoje interesy zbyt ryzykownie i zbankrutował.
Młodszy syn Hansa Jakub (później nazwany „Jakubem Fuggerem Starszym”) był założycielem innej gałęzi rodu: jako herb otrzymał lilie na złoto-błękitnym tle, i jego potomkowie znani byli jako Fugger von der Lilie (z niem. „Fuggerowie od Lilii”). Jakob był starszym cechu tkaczy, kupcem i rajcą miejskim. Ożenił się z córką złotnika, Barbarą Bässinger. Za pośrednictwem swego teścia Franciszka Bässingera, który po niepowodzeniach materialnych w Augsburgu przeniósł się jako menniczy do Hall in Tirol w Tyrolu, ulokował bardzo korzystnie swój kapitał w kopalniach miedzi i srebra w rejonie Schwaz. W 1461 fortuna Jakuba urosła na tyle, że był dwunastym spośród najbogatszych mieszkańców Augsburga. Zmarł w 1469 r.
Najstarszy syn Jakuba Starszego, Ulryk, kontynuował ojcowską działalność gospodarczą po jego śmierci; między innymi w 1473 zaopatrywał w stroje cesarza Fryderyka i jego syna Maksymiliana I w związku z jego podróżą do Trewiru na zaręczyny z córką księcia Burgundii Karola I Zuchwałego, Marią. To zapoczątkowało dochodowe związki rodziny Fuggera z Habsburgami. W 1487 r. arcyksiążę Zygmunt w zamian za kredyt w wysokości 23 627 guldenów musiał oddać Fuggerom w zastaw kopalnie i huty w Tyrolu, przodujące wówczas w zakresie techniki i dobrze wyposażone w maszyny. W następnym roku Fuggerowie dali dalsze 150 tys. guldenów kredytu, a kiedy potomkowie Zygmunta pobrali dalsze pożyczki, kopalnie przeszły na własność Fuggerów. Ogromne dochody zawdzięczali oni m.in. zastosowaniu napędzanych kołami wodnymi urządzeń do odwadniania kopalń, co po raz pierwszy zabezpieczyło kopalnie przed zalaniem. Ulrich zmarł w 1510 r.
Najmłodszy brat Ulricha, Jakob (ur. 1459, na ilustracji u góry) stał się najsłynniejszym członkiem rodu, zyskał sobie przydomek Jakuba Fuggera „Bogatego”. Początkowo chciał zostać duchownym, ale rzucił studia teologiczne i został przedstawicielem rodzinnego przedsiębiorstwa w Wenecji. Ożenił się w 1498 z Sybillą Artzt, ale nie mieli dzieci. W 1495 r. w Bańskiej Bystrzycy Jakub Fugger „Bogaty” i pochodzący ze Spisza obywatel Krakowa Jan Thurzo założyli spółkę handlową Ungarischer Handel, która błyskawicznie osiągnęła ogromne obroty w handlu miedzią, stając się jednym z największych przedsiębiorstw handlowych w ówczesnym świecie.
Jedna z linii Fuggerów osiedliła się również w Polsce, gdzie znani byli jako Fukierowie. Należała do nich między innymi kamienica na Rynku Starego Miasta 27 w Warszawie i należące do niej ogromne składy win z rocznikami sięgającymi początku XVIII wieku (kamienica wraz z zawartością składów została skonfiskowana przez Niemców w 1939 roku, a następnie zniszczona w Powstaniu i odbudowana po wojnie). Ostatni przedstawiciel tej linii, Henryk Maria Fukier, zmarł bezpotomnie w 1959 roku.